# Michaliszki (rejon wileński)
Michaliszki (lit. Mikališkės) – wieś na Litwie, w okręgu wileńskim, w rejonie wileńskim, w gminie Suderwa, nad Wilią.
Częściowo położone są na terenie Wilejskiego Parku Regionalnego.

## Historia
Pod zaborami wieś i zaścianek szlachecki; w II Rzeczypospolitej wieś, folwark i grupa zaścianków. W XIX i w początkach XX w. położone były w Rosji, w guberni wileńskiej, w powiecie wileńskim. Po I wojnie światowej pod administracją polską, w Zarządzie Cywilnym Ziem Wschodnich. W latach 1920–1922 w składzie Litwy Środkowej.
Od 11 kwietnia 1922 leżały w Polsce, w województwie wileńskim, w powiecie wileńsko-trockim, w gminie Mejszagoła. W 1931 miejscowość liczyła:
- folwark Michaliszki – 6 mieszkańców, zamieszkałych w 1 budynku,
- wieś Michaliszki – 79 mieszkańców, zamieszkałych w 16 budynkach,
- zaścianki:
  - Michaliszki I – 15 mieszkańców, zamieszkałych w 3 budynkach,
  - Michaliszki II – 10 mieszkańców, zamieszkałych w 2 budynkach,
  - Michaliszki III – 11 mieszkańców, zamieszkałych w 2 budynkach,
  - Michaliszki IV – 8 mieszkańców, zamieszkałych w 1 budynku,
  - Michaliszki V – 14 mieszkańców, zamieszkałych w 2 budynkach,
  - Michaliszki VI (hist. Wybernia) – 4 mieszkańców, zamieszkałych w 1 budynku[4].

Po II wojnie światowej w granicach Związku Sowieckiego. Od 1991 na niepodległej Litwie.